# Вестмінстер (містечко, Вермонт)
Вестмінстер (англ. Westminster) — місто (англ. town) в США, в окрузі Віндем штату Вермонт. Населення — 3016 осіб (2020).

## Демографія
Згідно з переписом 2010 року, у місті мешкало 3178 осіб у 1298 домогосподарствах у складі 834 родин. Було 1466 помешкань
Расовий склад населення:
| - 96,0 % — білих - 0,7 % — азіатів - 0,5 % — корінних американців - 0,5 % — чорних або афроамериканців |

До двох чи більше рас належало 1,9 %. Частка іспаномовних становила 1,5 % від усіх жителів.
За віковим діапазоном населення розподілялося таким чином: 21,6 % — особи молодші 18 років, 64,5 % — особи у віці 18—64 років, 13,9 % — особи у віці 65 років та старші. Медіана віку мешканця становила 45,7 року. На 100 осіб жіночої статі у місті припадало 99,6 чоловіків;  на 100 жінок у віці від 18 років та старших — 95,4 чоловіків також старших 18 років.
Середній дохід на одне домашнє господарство  становив 63 926 доларів США (медіана — 49 471), а середній дохід на одну сім'ю — 68 408 доларів (медіана — 52 500). Медіана доходів становила 49 460 доларів для чоловіків та 39 239 доларів для жінок. За межею бідності перебувало 16,5 % осіб, у тому числі 35,2 % дітей у віці до 18 років та 4,1 % осіб у віці 65 років та старших.
Цивільне працевлаштоване населення становило 1616 осіб. Основні галузі зайнятості: освіта, охорона здоров'я та соціальна допомога — 25,1 %, виробництво — 14,9 %, мистецтво, розваги та відпочинок — 13,2 %.